# Bartira
Mbicy (connue aussi comme Bartira, Burtira ou Isabel Dias) fut une Indienne, fille du cacique Tibiriçá avec l'indienne Potira.

## Biographie
Après 40 ans de cohabitation, elle se maria avec le portugais João Ramalho dans une cérémonie présidée par le père Manuel da Nóbrega, Ramalho était né à Vouzela, Viseu, Beira Alta , Portugal et mourut à 87 ans à São Paulo en 1580. De cette union naquirent des enfants avec les noms chrétiens André, Joana, Margarida, Francisco, Victorio, Antônio, Marcos, Jordão, Antônia Quaresma, Catarina et João; ils portaient aussi des noms indigènes.
De Bartira descendent des millions de Brésiliens, répartis surtout dans les États de São Paulo,  Minas Gerais, Paraná, Rio Grande do Sul, Mato Grosso, Goiás, Mato Grosso do Sul, Rio de Janeiro et Santa Catarina. Par exemple, Antônio de Sousa Neto, qui proclama la République Riograndense descendait de Bartira par sa mère.

## Représentation dans la culture
- Bartira vista por Rosane Volpatto -Bartira vue par Rosana Volpatto
- Lenda de Bartira pesquisada por  Rosane Volpatto - La légende de Bartira étudiée par Rosana Volpatto

## Liaisons externes
Árvore genealógica -Arbre généalogique, dans le site Rodovid